# Leucania rufipennis
Leucania rufipennis är en fjärilsart som beskrevs av Butler 1878. Leucania rufipennis ingår i släktet Leucania och familjen nattflyn. Inga underarter finns listade i Catalogue of Life.